# Sintel
Sintel és un curtmetratge d'animació 3D, amb un ambient de fantasia. El nom bé donat per la protagonista del curt. Sintel també vol dir "ascua" o "brasa" en neerlandès. Aquest curtmetratge és el tercer que ha realitzat la Blender Foundation i s'ha creat únicament utilitzant software lliure.

## Argument
Sintel és una adolescent que un dia es troba un petit drac ferit "Scales" pel carrer i se'l emporta per curar-lo, cosa que fa que estableixin una gran amistat. Un dia Scales és raptat per un gran drac. Aleshores Sintel comença la cerca per poder rescatar-lo. Després d'una llarga caminada es troba a un xaman que li diu que allò que està buscant ho té molt a prop. Finalment troba la cova i veu a un petit drac, quan s'està apropant apareix un gran drac que l'ataca. Quan el drac està a punt de matar-la es queda quiet i Sintel agafa la seva arma i se la clava. Just abans de morir, Sintel s'adona que en l'ala d'aquest gran drac hi ha la cicatriu que ella li va curar quan era petit, seguidament la cova es comença a esfondrar i Sintel fuig immediatament. Un cop ha sortit, es veu a Sintel abatuda per l'error que havia comès, i es veu com se'n va, mentre es veu la imatge del drac petit que la va seguint.

## Descripció
La producció va començar al juny del 2009.
Aquest curt es va finançar mitjançant patrocinadors públics i privats, i també mitjançant la pre-venda del DVD del film. Tots aquests patrocinadors apareixen en els crèdits del curt.
El contingut del curt es lliure, està publicat sota la llicència de Creative Commons la qual ofereix el codi font del projecte, incloent els models 3D, les textures, animacions, etc. Per tant, a part de servir com a promoció de Blender i el software lliure, li dona part del treball a la comunitat.
El curt va ser presentat el 27 de setembre de 2010 i uns dies més tard va ser publicat a Youtube i es va permetre la seva corresponent descarrega.

## Millores de Blender
Gràcies a la producció d'aquest curt i tal com havia passat en els projectes anterior de la Blender Foundation, els desenvolupadors de Blender van crear i millorar eines que tenia el programa depenen de les necessitats que anaven veient per a fer el projecte. Algunes d'aquestes millores van ser: canviar la interfície de Blender, creació de sistema de partícules, el sistema de renderització, les ombres, la simulació del fum... entre d'altres. Totes aquestes modificacions s'han anat implementant a les versions de Blender des de la 2.50 alfa fins a la 2.54 beta.